# Хромов, Данил Дмитриевич
Данил Дмитриевич Хромов (25 декабря 2002) — российский футболист, нападающий ставропольского «Динамо».

## Карьера
10 июля 2019 года был заявлен за клуб премьер-лиги «Ростов». Автор первого гола команды «Ростов» в финале Первенства России среди игроков 2002 г. р. Играл за «Ростов-2003» в Зимнем Первенстве Москвы. 8 марта 2020 года дебютировал в молодёжном первенстве, выйдя на замену за 10 минут до конца домашнего матча против ЦСКА (1:2). В связи со вспышкой коронавирусной инфекции в клубе 19 июня 2020 года вышел в стартовом составе на первый матч премьер-лиги после перерыва, вызванного карантином, против «Сочи». В матче неплохо проявил себя и отдал голевую передачу.